# Saginaw Grant
Saginaw Morgan Grant (n. 20 iulie 1936, Pawnee⁠(d), Oklahoma, SUA – d. 27 iulie 2021, Hollywood, California, SUA) a fost un actor de personaj, muzician, dansator și vorbitor motivațional amerindian. A apărut în Legenda călărețului singuratic⁠(d), Cel mai rapid motor din lume⁠(d), Studenți part-time⁠(d) și Breaking Bad. A fost, de asemenea, căpetenia triburilor Sac and Fox⁠(d).

## Biografie
Saginaw Morgan Grant s-a născut la Spitalul Indian din Pawnee, Oklahoma⁠(d) pe 20 iulie 1936, fiul lui Sarah (născută Murray) și al lui Austin Grant. A fost membru al Sac and Fox Nation din Oklahoma. Strămoșii mamei sale erau parte a triburilor Iowa⁠(d) și Otoe-Missouria⁠(d) din Oklahoma. Acesta fost un veteran al Războiului din Coreea.
Grant a apărut în numeroase filme și seriale de televiziune. A jucat rolul Grey Cloud⁠(d), un aliat al lui Indiana Jones, în episodul „Mystery of the Blues” al serialului Aventurile tânărului Indiana Jones. În timpul sezonului din 1993, Grant a avut rolul lui Auggie Velasquez în serialul Harts of the West⁠(d).
Acesta a jucat rolul „Gardianului” în filmul Purgatory din 1999 și a căpeteniei Big Bear în Legenda călărețului singuratic din 2013. În același an, Grant a apărut în episodul „Ozymandias⁠(d)” al serialului Breaking Bad.
Începând din 2012, Grant a fost un membru al Comitetului consultativ al amerindienilor la Festivalul Internațional de Film de la San Diego⁠(d).

## Premii
Grant a fost premiat cu American Legacy Award în cadrul Festivalul Internațional de Film de la San Diego, premiul pentru întreaga carieră din partea Festivalului Internațional de Film⁠(d) și un premiu Living Legend de la Native American Music Awards⁠(d) (NAMA). În 2018, albumul său - „Don’t Let the Drums Go Silent” - a câștigat premiul pentru albumul anului în cadrul NAMA.

## Moartea
Grant a murit în somn pe 27 iulie 2021 la vârsta de 85 de ani. Prietenul și publicistul său a declarat că a murit de cauze naturale.

## Filmografie

### Film
- War Party - Freddie Man Wolf (1988)
- Small Time - The Holy Man (1996)
- Grey Owl - Brother of the Pow Wow Chief (1999)
- Legend of the Phantom Rider - Medicine Man (2002)
- Black Cloud - Grandpa (2004)
- Social Guidance - Red Hightower (2005)
- The World's Fastest Indian - Jake (2005)
- Beyond the Quest - Apparition (2007)
- Slipstream - Eddie (2007)
- Maneater - Stanley Hipp (2009)
- Walking on Turtle Island - Catches the Bear (2009)
- Awful Nice - Jonas (2013)
- Winter in the Blood - Yellow Calf (2013)
- The Lone Ranger - Chief Big Bear (2013)
- Wind Walkers - Native Elder (2015)
- The Ridiculous 6  - Screaming Eagle (2015)
- Valley of the Gods - Tall Bitter Water (2017)
- Journey to Royal (and the 4th Emergency Rescue Squadron) - Himself (2017)

### Seriale
- The Young Indiana Jones Chronicles - episodul - The Mystery of the Blues - Grey Cloud (1993)
- Harts of the West - 15 episoade - Auggie (1993-1994)
- The Last Frontier- episodul -  The One with the Friends' Theme - Alaskan (1996)
- Nash Bridges - Ol'Larry/1 episod (1997)
- Stolen Women: Captured Heartss - Chief Luta/Film de televiziune (1997)
- Baywatch - Eyes That See At Night/1 episod (1997)
- Purgatory - Ancient Gate Keeper/Film de televiziune(1999)
- Auf Wiedersehen, Pet - Medecine Man/3 episoade (2002)
- Skinwalkers - Wilson Sam/Film de televiziune (2002)
- Miracles - Most Respected Elder/1 episod (2003)
- DreamKeeper - Old Medecine Man/Film de televiziune (2003)
- The Fallen Ones - Joseph/Film de televiziune(2005)
- My Name is Earl - Dakota/1 episod (2005)
- Saving Grace - Mudwa/1 episod (2007)
- American Horror Story - Tribal Elder/1 episod (2011)
- Eagleheart - Saginaw/1 episod (2012)
- Family Tree - White Feather/1 episod (2013)
- Breaking Bad - Native American Man - episodul "Ozymandias" (2013)
- Shameless - Great Grandfather/1 episod (2014)
- Community - Chief Blue Sky/1 episod (2014)
- The League - Sam/1 episod (2014)
- Workaholics - American Indian Man/1 episod (2015)
- Sin City Saints - Shaman/1 episod (2015)
- Baskets - Old Man/1 episod (2016)
- Veep - Marjorie's Grandpa/1 episod (2016)